# Santander Cycles

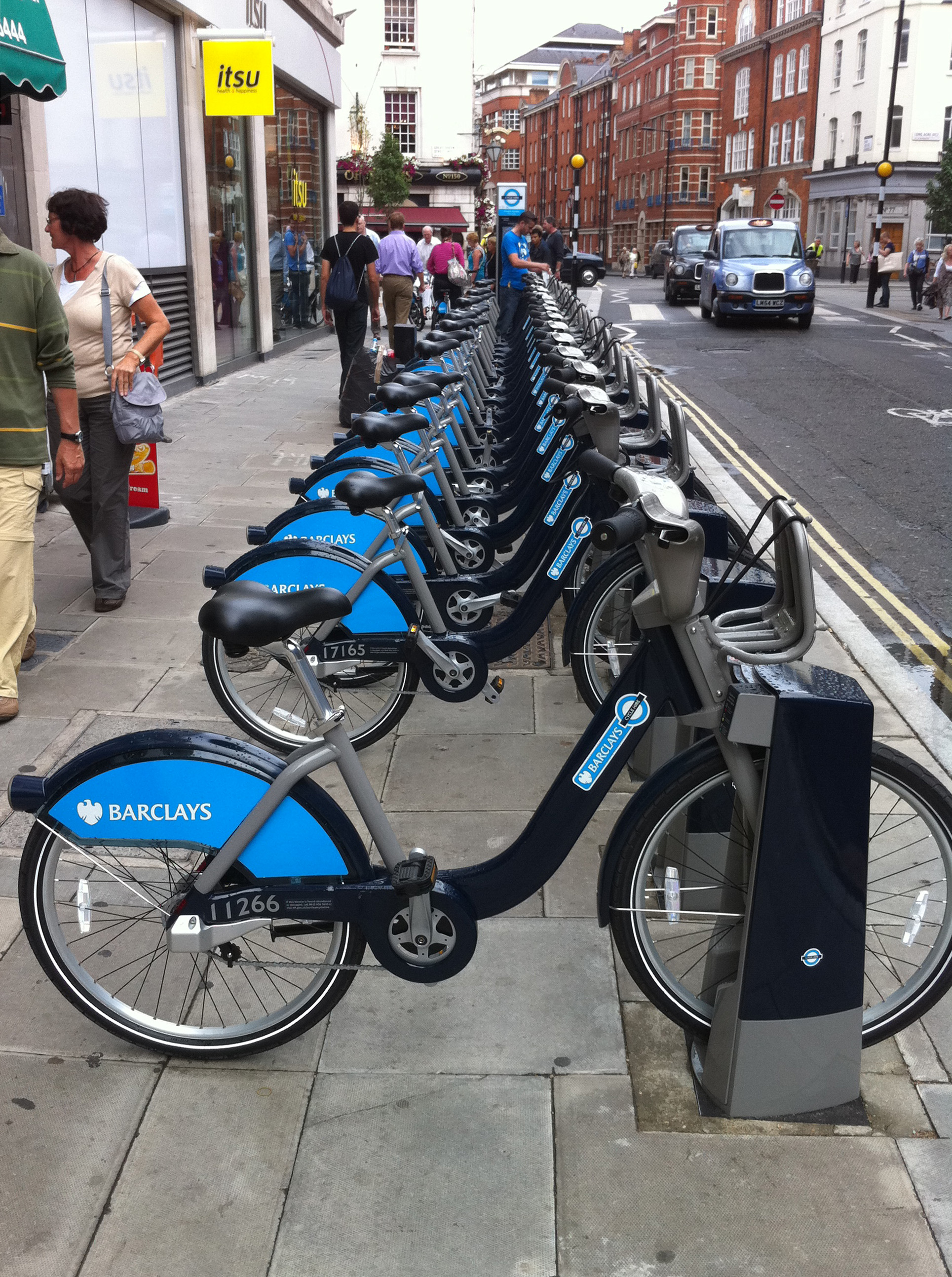
Vélos Barclays attachés à leurs bornes.

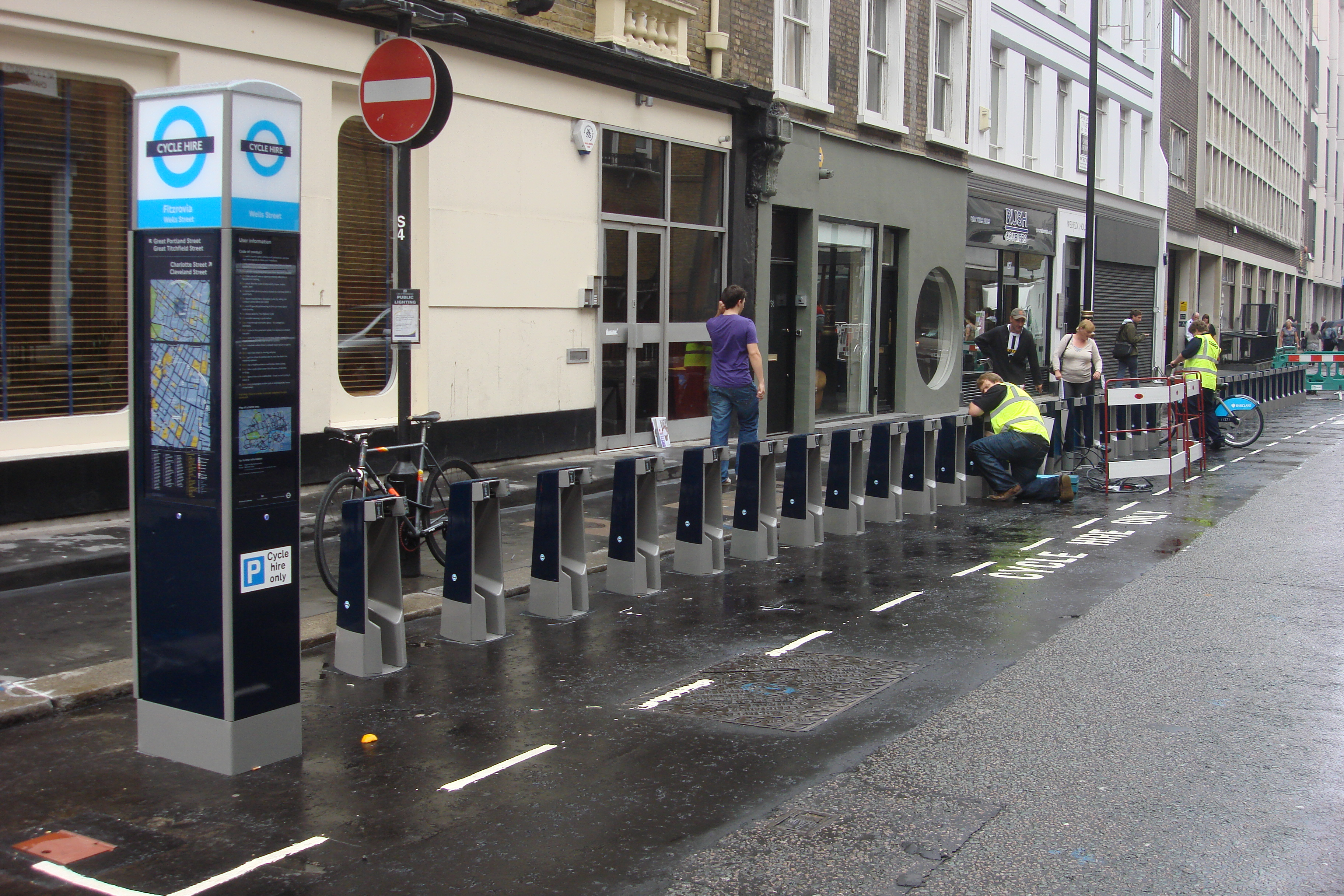
Station en construction.

Santander Cycles (que l'on pourrait traduire par « vélos Santander ») est la mise à disposition de vélos en libre-service de Londres, disponible depuis le 30 juillet 2010. Il était appelé  Barclays Cycle Hire jusqu’en avril 2015. Il est géré par le groupe Serco pour le compte de TfL, l'autorité organisatrice des transports de la capitale britannique. Les vélos et stations sont fournis par la compagnie PBSC Solutions Urbaines. Le service, qui offre 13850 vélos répartis sur 839 stations, avait été utilisé début 2012 pour plus de 10 millions de trajets depuis son lancement,.
Dans le langage familier des Londoniens, ces vélos sont également surnommés « Boris Bikes » (« Les vélos de Boris »), car Boris Johnson était maire de Londres lors de sa mise en service. Boris Johnson revendique la paternité de ce système, dont la création avait toutefois été annoncée par son prédécesseur Ken Livingstone. Boris Johnson espère que les vélos en libre-service version londonienne feront bientôt partie du patrimoine de la ville « tout comme les taxis noirs et les bus rouges ».

## Dispositif
Dès l’inauguration du service, le service proposait 5 000 vélos répartis sur 315 stations, situées dans le centre de la capitale britannique. Il a ensuite été étendu progressivement à 6 000 vélos et 400 stations. Cette première extension d'un coût d'environ 81 millions £ avait été suspendue pendant plusieurs mois, à la suite de problèmes informatiques.
Le 8 mars 2012, TfL annonce l'extension du service à 8 300 vélos et 570 stations. Le service couvre désormais environ 20 km2 supplémentaires, notamment par son extension à l'Est jusqu'au parc olympique de Stratford, mais cette deuxième phase d'extension comprend également l'ajout de nouvelles stations dans le centre.

## Fréquentation
Trois semaines après la mise en service du système, 60 000 abonnés avaient réalisé au total 250 000 trajets. Le 10 septembre 2010, la barre de 500 000 trajets a été franchie et plus de 80 000 usagers ont souscrit un abonnement. Après un an de fonctionnement, plus de 4 millions de trajets ont été réalisés avec les vélos du Barclays Cycle Hire. Début 2012, TfL annonce avoir franchi les 10 millions de trajets.

## Fonctionnement

### Vélos
Les vélos du Barclays Cycle Hire sont fabriqués au Canada et sont basés sur ceux de BIXI, le système de vélos en libre-service mise en place en 2009 à Montréal. Le coût d'un vélo est estimé à 350 £.
Contrairement à d'autres moyens de location similaires comme le Vélib' parisien, les vélos n'ont pas d'antivol d'appoint à clé. Ainsi, ils ne peuvent être attachés au cours du trajet (pour entrer dans un commerce par exemple), ils peuvent uniquement être sécurisés aux points d'attache. Durant les deux premiers mois de la mise en service du système, seuls cinq vélos ont été volés.

## Financement
Le coût de la mise en place de l'ensemble est estimé à 140 millions de livres sterling. Cet investissement devrait être remboursé à terme par son fonctionnement. Le groupe financier Barclays a financé le système à hauteur de 25 millions de livres sterling, en contrepartie de quoi les vélos portaient son nom. Depuis avril 2015, les vélos portent la marque "Santander", une autre banque.

## Aménagement de pistes cyclables
La mise en service du Barclays Cycle Hire a également été l'occasion de lancer un programme d'aménagement de bandes cyclables, pour compléter le réseau existant. La mise en place de 12 Cycle Superhighways, des pistes cyclables, était prévue d'ici 2015. Deux avaient déjà été aménagées à l'été 2010. Ces voies réservées se caractérisent par un marquage bleu continu au sol, une largeur d'au moins 1 mètre 50 et des aménagements autour des carrefours. Comme les vélos en libre-service, ces aménagements visent à augmenter l'utilisation du vélo à Londres et à améliorer la sécurité des cyclistes. Toutefois, la qualité de ces aménagements a été fortement critiquée par les usagers car ne réservant pas d'espaces aux cyclistes, ces bandes bleues n'ayant pas de valeur juridiques.